# Karl-Axel Suwe
Karl-Axel Suwe, född 22 juli 1911 i Östersund, död 2002, var en svensk väg- och vattenbyggnadsingenjör och arkitekt. Han var bror till Gunnar Suwe.
Suwe, som var son till distriktslantmätare Frithiof Suwe och Maria Eriksson, avlade studentexamen 1931, civilingenjörsexamen vid Kungliga Tekniska högskolan 1937 och arkitektexamen där 1950. Han var verksam som ingenjör i Härnösand, Östersund och Stockholm 1937–1948 och innehade eget arkitektkontor i Östersund från 1951. 
Suwe ritade bland annat Ljungdalens och Långbäckens kapell, kommunalhus i Kälarne landskommun, centralskolor i Kälarne och Offerdals landskommuner och skola i Ytterån. Han var representerad på internationella evangeliska kyrkobyggnadsutställningen på Interbau i Berlin 1957, i Düsseldorf 1958, i Stockholm 1958 och i Oslo 1959. Han var redaktör för studenttidskriften "Blandaren" 1936 och ordförande i Tekniska högskolans studentkårs konstnämnd 1948.  Han tilldelades Östersunds kulturpris 1970. Suwe är begravd på Föllinge kyrkogård.